# Mare de Déu de la Via
La Mare de Déu de la Via, o del Camí, és la Capella del mas i antic poblat Vespella, del terme comunal de la vila de Salses, a la comarca del Rosselló (Catalunya Nord).
Està situada a l'antic lloc de Vespella, situat a la zona més occidental del terme de Salses, a l'oest de la vila. La capella és una mica separada al sud-est del mas de Vespella.